# Drzewoszewo
Drzewoszewo – osada w Polsce położona w województwie zachodniopomorskim, w powiecie wałeckim, w gminie Mirosławiec
W latach 1975–1998 miejscowość administracyjnie należała do województwa pilskiego.
W miejscowości był przystanek kolejowy Drzewoszewo.